# Richard Thomas Lowe
Richard Thomas Lowe  (Derbyshire, 4 de dezembro de 1802 — Ilhas Scilly, 13 de abril de 1874) foi um escritor, clérigo, botânico,  ictiologista  e  malacologista britânico.

## Biografia
Em 1825 graduou-se no Christ’s College de Cambridge e, no mesmo ano, entrou para uma ordem religiosa. 
Em 1832 partiu para a ilha da Madeira, Portugal, como clérigo, tornando-se um naturalista de meio expediente; mesmo assim, estudando extensivamente a fauna e a flora do arquipélago. 
Em 1854 assumiu o cargo de reitor em Lincolnshire. De 1857 a 1872 escreveu um livro sobre a flora da ilha da Madeira. Em 1874, morreu durante um naufrágio perto da Sicília.